# グランプリ・シクリスト・ド・モンレアル
グランプリ・シクリスト・ド・モンレアル（仏: Grand Prix Cycliste de Montréal）は、カナダ、モントリオールで開催される自転車ロードレースのワンデイレース。UCIワールドツアー対象レースである。

## 概要
2010年9月12日に第1回のレースが行われた。
コースは、エディ・メルクスが史上初のトリプルクラウンを達成した1974年の世界選手権ロードレース、ベルント・ヨハンソンが優勝した1976年モントリオールオリンピックの自転車ロードレースと同じ、一周12.1kmの周回コースで行われる。
概ね当レースの前ゝ日に開催されるグランプリ・シクリスト・ド・ケベックが行われるケベック・シティの周回コースが比較的平坦なのに対し、モントリオール・サーキットはアップダウンが激しく、最大で11％の勾配区間がある。

## 歴代優勝者
| 年   | 選手名                                   | 国籍                                     |
| ---- | ---------------------------------------- | ---------------------------------------- |
| 2010 | ロベルト・ヘーシンク                     | オランダ                                 |
| 2011 | ルイ・コスタ                             | ポルトガル                               |
| 2012 | ラーシュ・ペター・ノードハウグ           | ノルウェー                               |
| 2013 | ペーター・サガン                         | スロバキア                               |
| 2014 | サイモン・ジェラン                       | オーストラリア                           |
| 2015 | ティム・ウェレンス                       | ベルギー                                 |
| 2016 | フレフ・ファン・アーヴェルマート         | ベルギー                                 |
| 2017 | ディエゴ・ウリッシ                       | イタリア                                 |
| 2018 | マイケル・マシューズ                     | オーストラリア                           |
| 2019 | フレフ・ファン・アヴェルマート           | ベルギー                                 |
| 2020 | 新型コロナウイルス流行の影響により未開催 | 新型コロナウイルス流行の影響により未開催 |
| 2021 | 新型コロナウイルス流行の影響により未開催 | 新型コロナウイルス流行の影響により未開催 |
| 2022 | タデイ・ポガチャル                       | スロベニア                               |
| 2023 | アダム・イェーツ                         | イギリス                                 |
| 2024 | タデイ・ポガチャル                       | スロベニア                               |